# Eugène Michel Antoniadi
Eugène Michel Antoniadi (tudi Eugenios Antoniadi), grški astronom turškega rodu, * 10. marec 1870, Konstantinopel, Turčija, † 10. februar 1944, Pariz, Francija.

## Življenje in delo
Antoniadi je postal zelo spoštovan opazovalec Marsa. Planet je opazoval med letoma 1900 in 1930. V kanale na njem ni verjel, vendar je bila njegova risba izredno natančna. Med Marsovo opozicijo leta 1909 je prišel do zaključka, da so kanali optična prevara.
Narisal je prve dobre risbe Merkurja. Merkur je opazoval v letih med 1924 in 1933. Opazoval je tudi Venero. Pri delu je uporabljal 840 mm refraktor Observatorija v Meudonu. Tako kot Schiaparelli je tudi on opazoval Merkur podnevi. Njegova karta je dolgo časa veljala za najboljšo. Šele z zgodovinskim poletom vesoljske sonde Mariner 10 smo leta 1974 dobili natančnejše podatke o Merkurjevi površini. Tudi on je verjel, da se Merkur enkrat zavrti okoli svoje osi v istem času kot obkroži Sonce, vendar so merjenja z radarjem leta 1962 pokazala, da se Merkur zavrti okoli svoje osi v 58,7 dneva in da zato Sonce obsije vso Merkurjevo površino. Zaradi nenavadnega naključja Merkur vsakič, ko je v najugodnejši legi za opazovanje, kaže Zemlji isto podobo. To je prevaralo vse prejšnje opazovalce. Zdelo se mu je, da je na Merkurju opazil občasne pojave, meglene lise, ki so včasih kot oblaki zakrile podrobnosti na površini. Opisane pojave težko pojasnimo, saj je jasno, da ima Merkur izredno redko atmosfero, v kateri gotovo ne more biti oblakov. Verjetno se je tudi glede tega motil.

## Priznanja
Poimenovanja
Po njem se imenujeta udarna kraterja na južni temni strani Lune (Antoniadi) in na Marsu (Antoniadi).